# Rosenauschule Grund- und Werkrealschule Heilbronn

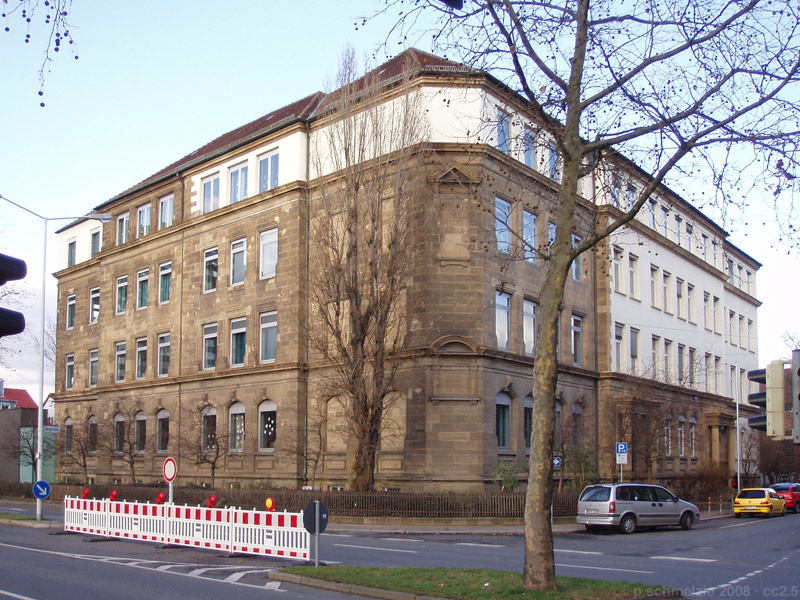
Rosenauschule in Heilbronn

Die Rosenauschule Grund- und Werkrealschule Heilbronn ist eine Grund- und Hauptschule mit Werkrealschule in Heilbronn. Die Schule wurde im Jahr 1900 als katholische Volksschule errichtet. Das Gebäude brannte beim Luftangriff auf Heilbronn im Dezember 1944 vollständig aus, wurde jedoch bis 1950 wiederhergestellt. In der Nachkriegszeit waren drei Schulen mit insgesamt rund 1600 Schülern in dem Schulgebäude untergebracht.

## Name
Nach der Einweihung im Jahre 1900 hieß sie zunächst Katholische Volksschule Rosenau – Heilbronn. Benannt wurde die Schule nach dem Gelände, das sich im Südosten des Rosenbergs befindet und als Rosenau bezeichnet wird. Die Rosenau war im 19. Jahrhundert eine Lehmgrube, die sich zwischen der Neckarhalde im Westen, dem Neckarhaldenflüsschen im Süden, dem Rosenberg im Norden und der späteren Wilhelmstraße im Osten erstreckte. Das Areal wurde um 1860 zur Bebauung freigegeben. Ursprünglich sollte dort eine Arbeitersiedlung entstehen, mit der Verlängerung der Südstraße zum Neckar hin wurde dieser Siedlungsplan jedoch zugunsten anderer Bebauung aufgegeben.

## Schulgeschichte

Rosenauschule in Heilbronn um 1904

Eine erste katholische Volksschule in Heilbronn entstand im Jahr 1810 und hatte ein Schulzimmer im einstigen Klarakloster. Im Verlauf des 19. Jahrhunderts kamen einige weitere katholische Volksschulen hinzu, die jedoch alle sehr klein waren, da die Stadt seit der Reformation größtenteils evangelisch geprägt war und Katholiken nur einen Bruchteil der Bevölkerung bildeten. Als im Zuge der Industrialisierung die Bevölkerung der Stadt und damit auch die Zahl der Katholiken stark anwuchs, wurde der Bau einer neuen katholischen Volksschule nötig. 1896 gab es bereits 493 katholische Schüler, und die bestehenden katholischen Schuleinrichtungen waren allesamt überfüllt. Die Stadt beschloss 1898 den Bau einer neuen, überwiegend katholisch ausgerichteten Volksschule auf dem städtischen Rosenaugelände. Da das städtische Gelände (die ehemalige Lehmgrube) aber meterhoch mit Müll verfüllt war und sich dort kein geeigneter Baugrund finden ließ, erwarb die Stadt von der Heilbronner Zuckerfabrik eine angrenzende Fläche, auf der die Schule dann nach Plänen des Hochbauamts und des Heilbronner Stadtbaumeisters Gustav Wenzel (1839–1923), der auch das Stadtbad am Wollhausplatz errichtete, gebaut und am 14. Mai 1900 eingeweiht wurde. In den Jahren 1902/03 wurde das Gebäude um zwei Flügelbauten sowie ein Brausebad erweitert. 1904/05 kam noch eine Turnhalle dazu.
Da auch evangelische Schüler die Schule besuchten, gab es nach Konfessionen getrennte Züge an der Schule. Bis zur württembergischen Lehrplanreform von 1907 bildete der Religionsunterricht noch rund ein Drittel des Unterrichts, wurde danach aber auf drei bis fünf Wochenstunden beschränkt. Zur Zeit des Nationalsozialismus wurde die Trennung nach Konfessionen aufgehoben.
Das Gebäude wurde beim Luftangriff auf Heilbronn am 4. Dezember 1944 von Brandbomben getroffen und brannte vollständig aus. Danach wurde nur noch provisorisch Unterricht an Ausweichquartieren wie dem General-Wever-Turm oder einem Schuppen im Gemmingstal erteilt, bevor der Unterricht im Frühjahr 1945 vollends zum Erliegen kam. Nach Kriegsende begann der Unterricht im Herbst 1945 wieder. Da aber aufgrund von Holzmangel kein Notdach über die Rosenauschule errichtet werden konnte, fand der Unterricht nicht in der ausgebrannten Ruine statt, sondern im Postamt Nr. 2 am Bahnhof und im Postamt an der Allee.
1946 genehmigte der damalige Oberbürgermeister Emil Beutinger trotz allgemeinen Bauverbots den Antrag, den Süd- und Nordflügel der Schule zu rekonstruieren. Aber aufgrund von Baustoff- und Fachkräftemangel verzögerte sich der Wiederaufbau mehrere Jahre, so dass im Hof der Schule 1947 drei Behelfsbaracken mit jeweils drei Schulräumen für Unterrichtszwecke aufgeschlagen wurden. Im September 1948 wurde der Nordflügel und im Juni 1949 der Südflügel des Gebäudes wiederhergestellt. Am 12. Januar 1950 konnte Richtfest gefeiert werden. Bei der Einweihung der Schule am 16. September 1950 war Bundespräsident Theodor Heuss anwesend. In dem Gebäude waren in den Nachkriegsjahren insgesamt drei Schulen mit rund 1600 Schülern untergebracht. Dies waren die Rosenauschule Knaben, die Rosenauschule Mädchen sowie eine Mittelschule. Aus der Rosenauschule Mädchen ging die spätere Wilhelm-Hauff-Schule (Heilbronn) an der Charlottenstraße hervor, deren Schulgebäude am 25. Juni 1962 fertiggestellt worden ist. Aus diesem Grund wird die Wilhelm-Hauff-Schule auch die „Tochterschule“ der Rosenauschule genannt. In den Behelfsbaracken von 1947 war außerdem für mehrere Jahre noch die Heilbronner Gewerbeschule einquartiert.
1965 wurde die Rosenauschule von der bisherigen Volksschule zu einer Grund- und Hauptschule. Zum Schuljahr 1994/95 wurde die Schule um ein freiwilliges zehntes Schuljahr zur Werkrealschule erweitert.
1955 entstand eine neue Turnhalle anstelle der im Krieg zerstörten. Die Nachkriegsturnhalle wurde 1974 nochmals baulich erweitert, wich jedoch schon 1985/86 einem Neubau. Eine erste umfassende Sanierung der Rosenauschule erfolgte 1976. Weitere größere Umbauten fanden mit der Verlegung der Technik-Fachräume in den 1980er Jahren, durch den Einbau von Freizeiträumen zu Beginn der 1990er Jahre sowie die Sanierung der sanitären Einrichtungen und den Umbau der ehemaligen Hausmeisterwohnung in Arbeits- und Gruppenräume 1994/95 statt. Die Schule feierte am 13. Mai 2000 das 100-jährige Jubiläum.

## Architektur

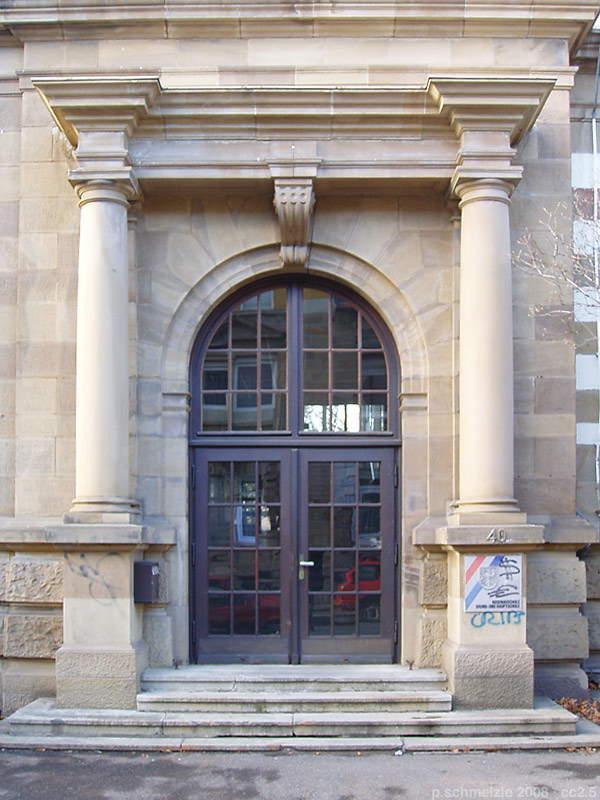
Portal der Rosenauschule

### Schule
Das Gebäude umfasste ursprünglich 27 Klassenzimmer, die nach Knaben und Mädchen getrennt wurden, weiterhin ein Zeichen-, Industriesaal, ein Musikzimmer und zwei Lehrerzimmer. Das dreigeschossige Gebäude wurde größtenteils aus Schilfsandstein gebaut. Die Fassade des Gebäudes ist klassizistisch und wird in der Mitte durch einen Risalit gegliedert. Der Mittelrisalit hat zwei Portale, die von auf Postamenten stehenden Säulen flankiert werden und die ein Gebälk mit der Aufschrift Knaben bzw. Mädchen tragen. Das zweite Obergeschoss des Mittelrisalits wird von Fenstern im Rundbogenstil gegliedert. Das ganze Gebäude ist mit einem Walmdach gedeckt. Beim Wiederaufbau um 1950 wurde die ursprünglich mit Dachreiter und Gauben gegliederte Dachlandschaft stark vereinfacht.

### Sporthalle
Die Pläne wurden 1904 von dem damaligen Oberbürgermeister Paul Göbel abgezeichnet. Die Sporthalle sollte durch ein „Rappitzgewölbe in Monnierconstruction“ in 7 m Höhe im Innern überwölbt werden. Die neue Turnhalle wurde am 20. Mai 1905 eingeweiht. Beim Luftangriff zerstört, gab es bereits 1949 Wiederaufbaupläne für die Turnhalle. 1955 wurde die Turnhalle mit Stahlbeton-Fundament, Backstein-Mauerwerk und Glasbausteinen zwischen den Eisenbetonstützen, fertiggestellt. 1985 wurde die nach dem Krieg erbaute einteilige Turnhalle abgebrochen, damit die neue dreiteilige Turnhalle am gleichen Platze gebaut werden konnte. Die neue Turnhalle wurde 1987 eingeweiht.

## Struktur
Die Rosenauschule ist eine Grundschule (Klassen 1 bis 4) mit angeschlossener Hauptschule (Klassen 5 bis 9). Leistungsstarke Schüler der Hauptschule können seit 1994/95 in den Klassen 8 und 9 einen Zusatzunterricht der Werkrealschule in den Fächern Deutsch, Englisch und Mathematik in Anspruch nehmen und nach einem bestandenen zusätzlichen 10. Schuljahr den Realschulabschluss erhalten.
Die Jahrgangsstufen werden meist dreizügig geführt. Die Schule beherbergt etwa 650 Schüler in 27 Klassen. Im Durchschnitt unterrichten 45 Lehrkräfte die Schüler, die aus bis zu 26 Nationen stammen. Sie werden von zwei Schulsozialarbeitern unterstützt.

## Bekannte Lehrer
- Wilhelm Mattes, Rektor an der Rosenauschule 1944–1945, bekannt geworden als Heimatforscher und Museumsleiter
- Alfred Finkbeiner, Rektor an der Rosenauschule 1962, danach an der Wilhelm-Hauff-Schule, bekannt geworden als Sportfunktionär
- Friedrich Hanser, Rektor der Knabenschule 1949–1956, bekannt geworden als Kommunalpolitiker